# GF(2)
GF(2), em álgebra abstrata, é o corpo finito com dois elementos, 0 e 1. A notação GF(pn) para o corpo finito com pn elementos foi introduzida por E. H. Moore em 1893.
GF(2) também é representado como F2, {0, 1} ou {\displaystyle \mathbb {Z} /2\mathbb {Z} }. A notação {\displaystyle \mathbb {Z} _{2}\,} não é recomendada, pois pode causar ambiguidade com o anel dos inteiros p-ádicos para p = 2.
As operações de soma a produto neste corpo são definidas como:
0 + 0 = 0, 0 + 1 = 1, 1 + 0 = 1, 1 + 1 = 0
0 x 0 = 0, 0 x 1 = 0, 1 x 0 = 0, 1 x 1 = 1
Ou, como tabela:
| + | 0 | 1 |
| - | - | - |
| 0 | 0 | 1 |
| 1 | 1 | 0 |

| × | 0 | 1 |
| - | - | - |
| 0 | 0 | 0 |
| 1 | 0 | 1 |

As operações de soma e produto correspondem às operações disjunção exclusiva (xor) e conjunção lógica (and).
Note-se que, neste corpo, -1 = 1 e 2 = 1 + 1 = 0.
Um polinômio sobre GF(2) na variável x é uma expressão análoga a um polinômio usual (com coeficientes reais), só que seus coeficientes são os elementos 0 e 1, de GF(2), por exemplo, P(x) = 1 . x4 + 0 . x3 + 0 . x2 + 0 . x + 1 . x0 = x4 + 1. Assim como no caso dos polinômios reais, quando o coeficiente de um termo é 0, este termo não é representado, quando o coefieciente é 1, representa-se apenas a parte em x.
Para cada polinômio temos uma função polinomial, que consiste em substituir x por 0 e por 1 e efetuar as contas. Diferente do caso real, é possível que dois polinômios diferentes gerem duas funções polinomiais iguais, por exemplo, P(x) = x2 + x + 1 e Q(x) = 1.
O método conhecido como CRC, para identificação de erros, se baseia em tratar sequências de bits, como 1100010100, como polinômios em GF(2), no caso x9 + x8 + x4 + x2, e determinar o resíduo deste polinômio quando dividido por um polinômio gerador, como por exemplo x3 + x + 1. Neste caso, o resíduo da divisão de x9 + x8 + x4 + x2 por x3 + x + 1 é o polinômio x2, que é representado em binário como 100.
O único polinômio irreducível de grau 2 em GF(2) é x2 + x + 1. Se β e δ forem as duas raízes deste polinômio, então é possível construir um corpo com quatro elementos, 0, 1, β e δ (chamado de GF(4)) no qual temos as operações β + β = 0, β + 1 = δ, β x β = δ, β x δ = 1, etc.